# Sonny Sandoval
Paul Joshua "Sonny" Sandoval (San Diego, Estados Unidos; 16 de mayo de 1974) es un cantante y rapero estadounidense-mexicano, vocalista de la banda de Nu metal P.O.D.. Por su ascendencia mexicana, se identifica como mexicano, aunque normalmente sus fanes lo identifican como el caucásico y se llama a sí mismo como "el tipo blanco en la banda". Está figurado en el puesto 63 en el listado Los 100 mejores vocalistas del Metal de todos los tiempos.
Con su tercer álbum de estudio, The Fundamental Elements of Southtown, lograron su éxito principal inicial; el álbum fue certificado platino por la RIAA en 2000.

## Primeros años
Creció en un barrio mexicano-estadounidense de San Diego, y se unió a una banda a los 13 años de edad. Era fumador de marihuana y un bebedor durante sus años de adolescencia. Sin embargo, en 1992, cuando tenía 18 años, la madre de Sandoval, una cristiana devota, murió de leucemia a la edad de 37. La profunda fe cristiana que tenía su madre lo influyó después de su muerte. Cambió su vida debido a esto, y se volvió un devoto creyente.

## Carrera musical
Se unió a Enoch, una banda empezada por Wuv Bernardo, Gabe Portillo y Marcos Curiel que, con la suma de Sandoval, se volvió P.O.D. (Payable on death o Pagable al morir). Sandoval aparece en el 2004 en el álbum de Anastacia en la canción "I do". La canción trata sobre la guerra, violencia y crimen. Su banda P.O.D. ha colaborado con Linkin Park, Story of the year y Hoobastank. En varias ocasiones que él comparte el micrófono con Linkin Park en su canción "One step closer" (que es su canción final tradicional) grita "Shut up when I'm talking to you " (Cállate cuando te estoy hablando).
Sandoval declara que sus raíces musicales provienen del rock, rap, y el reggae, la combinación que mejor caracteriza a P.O.D. Él es un gran fan de Blindside, Deftones, y Korn -con quienes mantiene una íntima amistad–. Se graduó en la escuela secundaria con la actual super-estrella de la lucha WWE "Rey Mysterio", y en 2006 la banda le produjo a Rey Mysterio la canción "Booyaka 619".
Se casó con su novia de la escuela secundaria, Shannon Kelly en 1996, y ellos tienen dos hijas, Nevaeh y Marley, y un hijo, Justice. Sandoval se acredita ampliamente con la popularidad súbita del nombre Nevaeh que, cuando él reveló en el programa de "MTV Cribs", es Cielo deletreado al revés.
También se encuentra en el número 63 del ranking de los 100 mejores vocalistas del metal de todos los tiempos según Hit Parader, publicada en el año 2006.
Desde 2008, Sandoval ha formado parte de un grupo de divulgación, The Whosoevers, con Ryan Ries, Lacey Sturm, anteriormente de Flyleaf, y Brian Welch, guitarrista de la banda de nu metal Korn.
Como dato curioso, ha cortado su cabello recientemente, ya que anteriormente tenía el pelo moldeado con dreadlocks.

## Discografía

### P.O.D.
- Snuff the Punk (1994)
- Brown (1996)
- The Fundamental Elements of Southtown (1999)
- Satellite (2001)
- Payable on Death (2003)
- Testify (2006)
- When Angels & Serpents Dance (2008)
- Murdered Love (2012)
- SoCal Sessions (2014)
- The Awakening (2015)
- Circles (2018)
- Veritas (2024)

### Apariciones como invitado
- "Six Sirens" de Project 86 en el álbum Project 86 (1998)
- "America" de Santana (con P.O.D.) en el álbum Shaman (2002)
- "Seasons Change" & "I Do" de Anastacia, en el álbum Anastacia (2004)
- "Warning" de Tribal Seeds, en el álbum The Harvest (2009)
- "Eternal" de War of Ages, en el álbum Eternal (2010)
- "Children of the Light" de Lecrae, en el álbum Rehab (2010)
- "The Only Name" de For Today, en el álbum Immortal (2012)
- "Something Better" de Flyleaf, en el álbum EP, Who We Are (2013)
- "Criminals" de Islander, en el álbum Violence & Destruction (2014)
- "Chasing the Horizon" de Noize MC (2019)
- "They Don't Like It" de Fire From the Gods (2019)